# Cepphus columba
L'uria colomba (Cepphus columba, Pallas 1811) è un uccello marino della famiglia degli alcidi.

## Sistematica
Cepphus columba ha sei sottospecie:
- C. columba adianta
- C. columba adiantus, talvolta considerata sottospecie di C. columba columba
- C. columba columba
- C. columba eureka
- C. columba kaiurka
- C. columba snowi, talvolta considerata specie separata (Uria delle Curili C. snowi, Stejneger 1897)

## Distribuzione e habitat
Questa uria vive nel Pacifico, lungo le coste del Canada, degli Stati Uniti, del Messico, della Russia e del Giappone.

## Galleria d'immagini

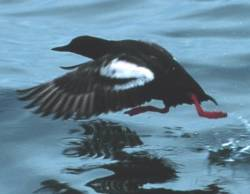
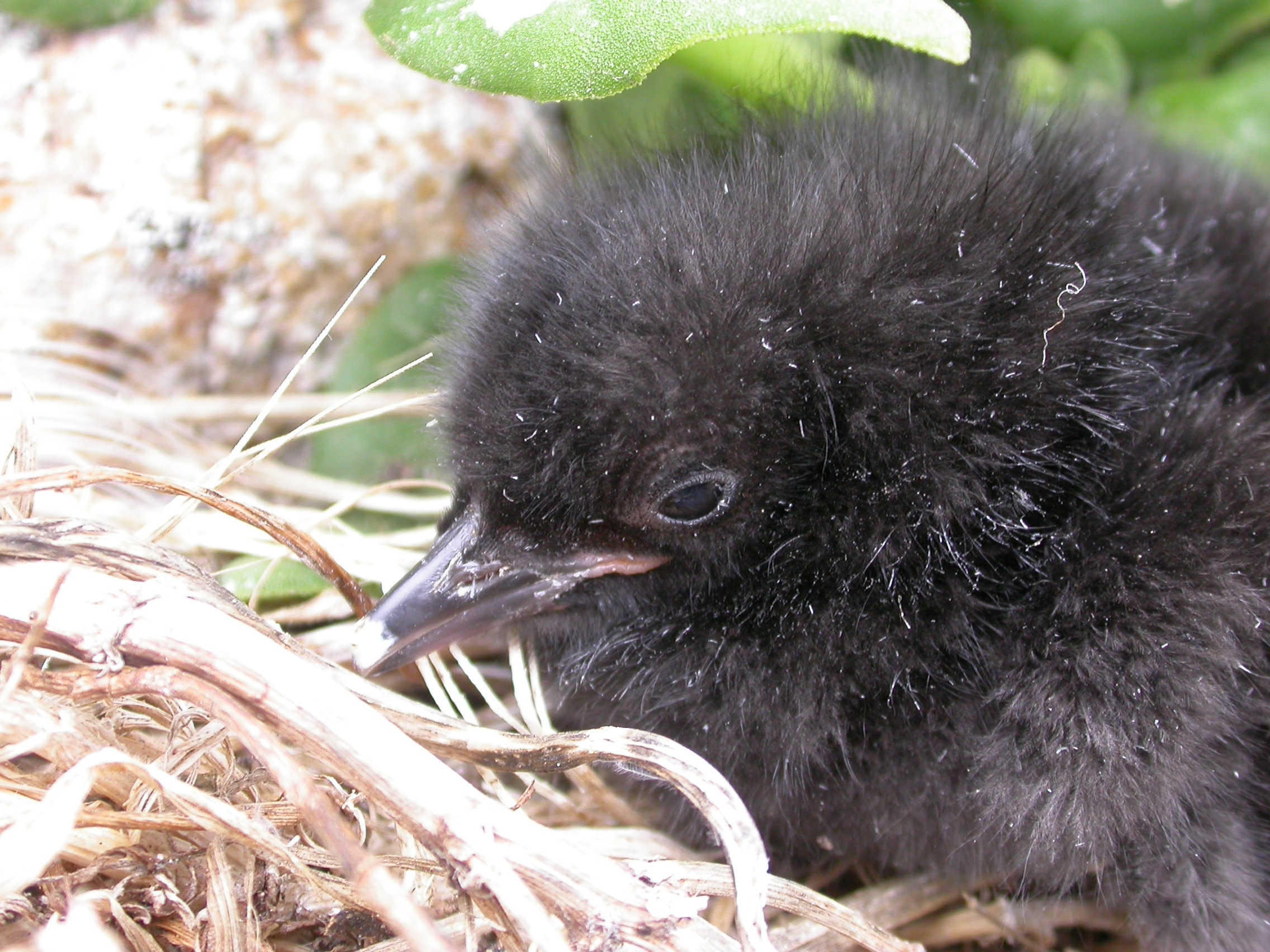
Pulcino